# Plutos
Plútos (latinsko Pluto, grško Plouton)je v grški mitologiji bog žitnih zalog in bogastva.
Plutos (grško za izobilje, bogastvo) je tudi gospodar zemeljskih zakladov in rastlin, ki klijejo v naročju zemlje. Je sin boginje Demetre in Jazona. Upodabljali so ga kot starega slepca ali kot dečka z rogom obilja (Cornucopia), včasih pa je upodobljen v Ireninem naročju. 
V rimski mitilogiji mu ustreza Dis Pater.